# قرمزخلیفه سفلی
قرمزخلیفه سفلی روستایی از توابع بخش مرکزی شهرستان میاندوآب در استان آذربایجان غربی ایران است و در شمال شرقی این شهرستان به فاصله ۱۲ کیلومتری آن قرار دارد.
این روستا در دهستان زرینه‌رود قرار دارد و براساس سرشماری مرکز آمار ایران در سال ۱۳۸۵ این روستا دارای ۱۲۷ خانوار با جمعیتی حدود ۵۸۰ نفر می‌باشد .این روستا باغات و قلمه زارهای زیادی دارد ولی به خاطر اینکه آب کشاورزی ندارند محصولات کشاورزی از بین میروند جوانان از این روستا مهاجرت میکنند . و به کار گج کاری روی می‌آورند تقریبا نود درصد جوانان قرمز خلیفه گجکار هستند .اهالی قرمز خلیفه واقعا از آب کشاورزی وآب آشامیدنی در مزیقه هستند.روستای قرمز خلیفه نیازمند یک کانال آب کشاورزی جداگانه برای خود است.